# Дискография Blur
Дискография «Blur», английской альтернативной рок-группы, состоит из восьми студийных альбомов, пяти сборников, четырёх видеоальбомов и двадцати шести синглов. Лондонская группа была сформирована в 1989 году вокалистом Деймоном Албарном, гитаристом Грэмом Коксоном, басистом Алексом Джеймсом и барабанщиком Дейвом Раунтри. Группа почти сразу добилась признания на родине, где самой успешной стала третья пластинка «Parklife» 1994 года; начиная с неё каждый студийный альбом «Blur» добирался до вершины «UK Albums Chart». Альбом следующего года «The Great Escape» принёс успех на международной арене, войдя в первую десятку чартов семи стран и обеспечив продажу в 2,5 миллиона копий. Альбом «Blur» продавался ещё лучше (2,4 миллиона) и стал единственным «золотым» для группы в США. В 2003—2008 годах группа не собиралась, после чего выступила на ряде концертов. В 2015 году, после 12-летнего перерыва, вышел новый альбом группы «The Magic Whip».

## Альбомы

### Студийные альбомы
| Год  | Альбом                                                                                         | Высшие позиции в чартах | Высшие позиции в чартах | Высшие позиции в чартах | Высшие позиции в чартах | Высшие позиции в чартах | Высшие позиции в чартах | Высшие позиции в чартах | Высшие позиции в чартах | Высшие позиции в чартах | Высшие позиции в чартах | Высшие позиции в чартах | Высшие позиции в чартах | Высшие позиции в чартах | Сертификация                                                                                       |
| Год  | Альбом                                                                                         | UK                      | AUS                     | AUT                     | CAN                     | SWI                     | FRA                     | GER                     | NLD                     | NOR                     | NZL                     | POR                     | SWE                     | US                      | Сертификация                                                                                       |
| ---- | ---------------------------------------------------------------------------------------------- | ----------------------- | ----------------------- | ----------------------- | ----------------------- | ----------------------- | ----------------------- | ----------------------- | ----------------------- | ----------------------- | ----------------------- | ----------------------- | ----------------------- | ----------------------- | -------------------------------------------------------------------------------------------------- |
| 1991 | Leisure - Выход: 26 августа 1991 - Формат: CD, кассета, LP - Лейбл: Food (#6)                  | 7                       | —                       | —                       | —                       | —                       | —                       | —                       | —                       | —                       | —                       | —                       | —                       | —                       | - UK: Золотой                                                                                      |
| 1993 | Modern Life Is Rubbish - Выход: 10 мая 1993 - Формат: CD, кассета, LP - Лейбл: Food (#9)       | 15                      | —                       | —                       | —                       | —                       | 20                      | —                       | —                       | —                       | —                       | —                       | —                       | —                       | - UK: Золотой                                                                                      |
| 1994 | Parklife - Выход: 25 апреля 1994 - Формат: CD, кассета, LP - Лейбл: Food (#10)                 | 1                       | 45                      | —                       | 41                      | —                       | 17                      | —                       | —                       | 37                      | 27                      | —                       | 8                       | —                       | - UK: 4× Платиновый - CAN: Золотой - EU: Платиновый                                                |
| 1995 | The Great Escape - Выход: 11 сентября 1995 - Формат: CD, кассета, LP - Лейбл: Food (#14)       | 1                       | 10                      | 21                      | 24                      | 26                      | 14                      | 35                      | 28                      | 5                       | 7                       | —                       | 2                       | 150                     | - UK: 3× Платиновый - CAN: Золотой - EU: Платиновый - FRA: Золотой - NOR: Золотой< - SWE: Золотой< |
| 1997 | Blur - Выход: 10 февраля 1997 - Формат: CD, кассета, LP - Лейбл: Food (#19)                    | 1                       | 22                      | 21                      | 26                      | 17                      | 12                      | 23                      | 49                      | 6                       | 3                       | —                       | 4                       | 61                      | - UK: Платиновый - AUS: Золотой - CAN: Платиновый - EU: Платиновый - US: Золотой                   |
| 1999 | 13 - Выход: 15 марта 1999 - Формат: CD, кассета, 2×LP - Лейбл: Food (#29)                      | 1                       | 12                      | 12                      | 11                      | 12                      | 12                      | 6                       | 60                      | 1                       | 2                       | —                       | 4                       | 80                      | - UK: Платиновый - CAN: Золотой - NZL: Платиновый                                                  |
| 2003 | Think Tank - Выход: 5 мая 2003 - Формат: CD, кассета, 2×LP, MD - Лейбл: Parlophone (#582 9972) | 1                       | 30                      | 19                      | —                       | 9                       | 11                      | 8                       | 52                      | 18                      | 27                      | 28                      | 44                      | 56                      | - UK: Платиновый - CAN: Золотой - NZL: Золотой                                                     |
| 2015 | The Magic Whip - Выход: 27 апреля 2015 - Формат: CD - Лейбл: Parlophone                        | 1                       |                         |                         |                         |                         |                         |                         |                         |                         |                         |                         |                         |                         | |

### Сборники
| Год  | Альбом                                                                 | Высшие позиции в чартах | Высшие позиции в чартах | Высшие позиции в чартах | Высшие позиции в чартах | Высшие позиции в чартах | Высшие позиции в чартах | Высшие позиции в чартах | Высшие позиции в чартах | Высшие позиции в чартах | Высшие позиции в чартах | Высшие позиции в чартах | Высшие позиции в чартах | Высшие позиции в чартах | Высшие позиции в чартах | Высшие позиции в чартах | Высшие позиции в чартах | Высшие позиции в чартах | Высшие позиции в чартах | Высшие позиции в чартах | Высшие позиции в чартах | Сертификация                                                                         |
| Год  | Альбом                                                                 | UK                      | AUS                     | AUT                     | BEL                     | BEL                     | CAN                     | CHE                     | DEN                     | FIN                     | FRA                     | GER                     | IRL                     | ITA                     | JPN                     | NLD                     | NOR                     | NZL                     | POR                     | SWE                     | US                      | Сертификация                                                                         |
| ---- | ---------------------------------------------------------------------- | ----------------------- | ----------------------- | ----------------------- | ----------------------- | ----------------------- | ----------------------- | ----------------------- | ----------------------- | ----------------------- | ----------------------- | ----------------------- | ----------------------- | ----------------------- | ----------------------- | ----------------------- | ----------------------- | ----------------------- | ----------------------- | ----------------------- | ----------------------- | ------------------------------------------------------------------------------------ |
| 1994 | The Special Collectors Edition - Выход: 26 октября 1994 - Лейбл: Food  | 60                      | —                       | —                       | —                       | —                       | —                       | —                       | —                       | —                       | —                       | —                       | —                       | —                       | 64                      | —                       | —                       | —                       | —                       | —                       | —                       |                                                                                      |
| 1998 | Bustin' + Dronin' - Выход: 25 февраля 1998 - Лейбл: Food/EMI           | 50                      | —                       | —                       | —                       | —                       | —                       | —                       | —                       | —                       | —                       | —                       | —                       | —                       | 50                      | —                       | —                       | —                       | —                       | —                       | —                       |                                                                                      |
| 2000 | Blur: The Best Of - Выход: 30 октября 2000 - Лейбл: Food/EMI           | 3                       | 23                      | 25                      | 29                      | —                       | 14                      | 31                      | 29                      | —                       | —                       | 35                      | 3                       | 15                      | —                       | —                       | 13                      | 6                       | —                       | 22                      | 186                     | - UK: 3× Платиновый - CAN: Платиновый - AUS: Золотой - EU: Платиновый - NZL: Золотой |
| 2009 | Midlife: A Beginner's Guide to Blur - Выход: 15 июня 2009 - Лейбл: EMI | 20                      | —                       | —                       | —                       | —                       | —                       | —                       | —                       | —                       | —                       | —                       | 34                      | —                       | —                       | —                       | —                       | 20                      | —                       | 30                      | —                       | - UK: Серебряный                                                                     |

### Концертные альбомы
| Год  | Альбом                                                                                            |
| ---- | ------------------------------------------------------------------------------------------------- |
| 1996 | Live at the Budokan - Выход: 22 мая 1996 - Лейбл: Food/EMI                                        |
| 2009 | All the People: Blur Live at Hyde Park - Выход: Август 2009 - Лейбл: Parlophone - Чарты: #44 (UK) |
| 2009 | Live 2009 - Выход: 22 ноября 2009 - Лейбл: Parlophone/EMI                                         |
| 2012 | Parklive - Выход: 12 августа 2012 - Лейбл: Parlophone/EMI                                         |
| 2024 | Live at Wembley Stadium - Выход: 26 июля 2024 - Лейбл: Parlophone                                 |

### Бокс-сеты
| Год  | Детали                                                                                             |
| ---- | -------------------------------------------------------------------------------------------------- |
| 1994 | The Brit Pop Blur Box                                                                              |
| 1999 | The 10 Year Limited Edition Anniversary Box Set - Выход: 17 августа 1999 - Лейбл: Food Records/EMI |
| 2012 | Blur 21 - Выход: 30 июля 2012 - Лейбл: EMI Music                                                   |

## Синглы
| Год  | Сингл                               | Высшие позиции в чартах | Высшие позиции в чартах | Высшие позиции в чартах | Высшие позиции в чартах | Высшие позиции в чартах | Высшие позиции в чартах | Высшие позиции в чартах | Высшие позиции в чартах | Высшие позиции в чартах | Высшие позиции в чартах | Высшие позиции в чартах | Высшие позиции в чартах | Высшие позиции в чартах | Высшие позиции в чартах | Сертификация                | Альбом                 |
| Год  | Сингл                               | UK                      | AUS                     | CAN                     | CHE                     | FIN                     | FRA                     | GER                     | IRL                     | NLD                     | NOR                     | NZL                     | SWE                     | US                      | US Alt                  | Сертификация                | Альбом                 |
| ---- | ----------------------------------- | ----------------------- | ----------------------- | ----------------------- | ----------------------- | ----------------------- | ----------------------- | ----------------------- | ----------------------- | ----------------------- | ----------------------- | ----------------------- | ----------------------- | ----------------------- | ----------------------- | --------------------------- | ---------------------- |
| 1990 | «She's So High»                     | 48                      | —                       | —                       | —                       | —                       | —                       | —                       | —                       | —                       | —                       | —                       | —                       | —                       | —                       |                             | Leisure                |
| 1991 | «There's No Other Way»              | 8                       | —                       | 1                       | —                       | —                       | —                       | —                       | 19                      | —                       | —                       | —                       | —                       | 82                      | 5                       |                             | Leisure                |
| 1991 | «Bang»                              | 24                      | —                       | —                       | —                       | —                       | —                       | —                       | 21                      | —                       | —                       | —                       | —                       | —                       | —                       |                             | Leisure                |
| 1992 | «Popscene»                          | 32                      | —                       | —                       | —                       | —                       | —                       | —                       | —                       | —                       | —                       | —                       | —                       | —                       | —                       |                             | без альбома            |
| 1993 | «For Tomorrow»                      | 28                      | —                       | —                       | —                       | —                       | —                       | —                       | —                       | —                       | —                       | —                       | —                       | —                       | —                       |                             | Modern Life Is Rubbish |
| 1993 | «Chemical World»                    | 28                      | —                       | —                       | —                       | —                       | —                       | —                       | —                       | —                       | —                       | —                       | —                       | —                       | 27                      |                             | Modern Life Is Rubbish |
| 1993 | «Sunday Sunday»                     | 26                      | —                       | —                       | —                       | —                       | —                       | —                       | —                       | —                       | —                       | —                       | —                       | —                       | —                       |                             | Modern Life Is Rubbish |
| 1994 | «Girls & Boys»                      | 5                       | 19                      | 27                      | —                       | —                       | 11                      | —                       | 23                      | 24                      | —                       | 16                      | 30                      | 59                      | 4                       | UK: Серебряный              | Parklife               |
| 1994 | «To the End»                        | 16                      | —                       | —                       | —                       | —                       | —                       | —                       | —                       | —                       | —                       | —                       | —                       | —                       | —                       |                             | Parklife               |
| 1994 | «Parklife»                          | 10                      | —                       | —                       | —                       | —                       | —                       | —                       | 30                      | —                       | —                       | —                       | —                       | —                       | —                       |                             | Parklife               |
| 1994 | «End of a Century»                  | 19                      | —                       | —                       | —                       | —                       | —                       | —                       | —                       | —                       | —                       | —                       | —                       | —                       | —                       |                             | Parklife               |
| 1995 | «Country House»                     | 1                       | 28                      | —                       | 26                      | 4                       | —                       | —                       | 1                       | —                       | 6                       | 30                      | 10                      | —                       | —                       | UK: Золотой NOR: Золотой    | The Great Escape       |
| 1995 | «The Universal»                     | 5                       | —                       | —                       | —                       | —                       | —                       | —                       | 12                      | —                       | —                       | —                       | 55                      | —                       | —                       | UK: Серебряный              | The Great Escape       |
| 1996 | «Stereotypes»                       | 7                       | —                       | —                       | —                       | —                       | —                       | —                       | 13                      | —                       | —                       | —                       | —                       | —                       | —                       |                             | The Great Escape       |
| 1996 | «Charmless Man»                     | 5                       | 35                      | —                       | —                       | —                       | 33                      | —                       | 25                      | —                       | —                       | —                       | —                       | —                       | —                       |                             | The Great Escape       |
| 1997 | «Beetlebum»                         | 1                       | 35                      | —                       | —                       | 3                       | —                       | 85                      | 8                       | 87                      | —                       | 34                      | 39                      | —                       | —                       | UK: Серебряный              | Blur                   |
| 1997 | «Song 2»                            | 2                       | 4                       | —                       | —                       | —                       | —                       | —                       | 10                      | 73                      | —                       | —                       | 28                      | 55                      | 6                       | UK: Серебряный AUS: Золотой | Blur                   |
| 1997 | «On Your Own»                       | 5                       | —                       | —                       | —                       | —                       | —                       | —                       | 27                      | —                       | —                       | —                       | —                       | —                       | —                       |                             | Blur                   |
| 1997 | «M.O.R.»                            | 15                      | —                       | —                       | —                       | —                       | —                       | —                       | —                       | —                       | —                       | 45                      | —                       | 114                     | —                       |                             | Blur                   |
| 1999 | «Tender»                            | 2                       | 32                      | —                       | 45                      | —                       | —                       | 94                      | 6                       | 90                      | 15                      | 12                      | 29                      | —                       | —                       | UK: Золотой                 | 13                     |
| 1999 | «Coffee & TV»                       | 11                      | —                       | —                       | —                       | —                       | —                       | —                       | 26                      | —                       | —                       | —                       | —                       | —                       | —                       |                             | 13                     |
| 1999 | «No Distance Left to Run»           | 14                      | —                       | —                       | —                       | —                       | —                       | —                       | —                       | —                       | —                       | —                       | —                       | —                       | —                       |                             | 13                     |
| 2000 | «Music Is My Radar»                 | 10                      | —                       | 27                      | —                       | —                       | —                       | —                       | 35                      | —                       | —                       | —                       | —                       | —                       | —                       |                             | The Best of Blur       |
| 2002 | «Don't Bomb When You Are the Bomb»  | —                       | —                       | —                       | —                       | —                       | —                       | —                       | —                       | —                       | —                       | —                       | —                       | —                       | —                       |                             | без альбома            |
| 2003 | «Out of Time»                       | 5                       | —                       | 25                      | 97                      | —                       | —                       | 75                      | 17                      | —                       | —                       | —                       | 19                      | —                       | —                       |                             | Think Tank             |
| 2003 | «Crazy Beat»                        | 18                      | —                       | 30                      | —                       | —                       | —                       | 98                      | 41                      | —                       | —                       | —                       | 20                      | —                       | 22                      |                             | Think Tank             |
| 2003 | «Good Song»                         | 22                      | —                       | 37                      | —                       | —                       | —                       | —                       | —                       | —                       | —                       | —                       | —                       | —                       | —                       |                             | Think Tank             |
| 2010 | «Fool's Day»                        | —                       | —                       | —                       | —                       | —                       | —                       | —                       | —                       | —                       | —                       | —                       | —                       | —                       | —                       |                             | без альбома            |
| 2012 | «Under the Westway» / «The Puritan» | 34                      | —                       | 35                      | —                       | —                       | 33                      | —                       | 45                      | —                       | —                       | —                       | —                       | —                       | —                       |                             | без альбома            |
| 2015 | «Go Out»                            | 182                     | —                       | —                       | 188                     | —                       | 77                      | —                       | —                       | —                       | —                       | —                       | —                       | —                       | —                       |                             | The Magic Whip         |

### Fanclub singles
- «Death of a Party (Demo Version)» (1996)
- «I Love Her» (1997)
- «Close» (1998)
- «Sing (to Me)» (2000)
- B-Sides Gig EP (2001)
- «Won’t Do It / Come Together (Seymour Demos)» (2002)
- «Colours» (2003)
- «Some Glad Morning» (2005)

## Видеоклипы
| Год  | Песня                              | Режиссёр               |
| ---- | ---------------------------------- | ---------------------- |
| 1990 | «She’s So High»                    | Дэвид Балф             |
| 1991 | «There’s No Other Way» (version 1) | Дэвид Балф             |
| 1991 | «Bang»                             | Вилли Смэкс            |
| 1991 | «There’s No Other Way» (version 2) | Мэттью Эймос           |
| 1992 | «Popscene»                         | Дэвид Маулд            |
| 1993 | «For Tomorrow»                     | Джулиан Темпл          |
| 1993 | «Chemical World»                   | Дуайт Кларк            |
| 1993 | «Sunday Sunday»                    | Дуайт Кларк            |
| 1994 | «Girls & Boys»                     | Кевин Годли            |
| 1994 | «To the End»                       | Дэвид Маулд            |
| 1994 | «Parklife»                         | Педро Ромхани          |
| 1994 | «End of a Century»                 | Мэттью Лонгфеллоу      |
| 1995 | «Country House»                    | Дэмьен Хёрст           |
| 1995 | «The Universal»                    | Джонатан Глэйзер       |
| 1996 | «Stereotypes»                      | Мэттью Лонгфеллоу      |
| 1996 | «Charmless Man»                    | Джейми Тревис          |
| 1997 | «Beetlebum»                        | Софи Мюллер            |
| 1997 | «Song 2»                           | Софи Мюллер            |
| 1997 | «On Your Own»                      | Софи Мюллер            |
| 1997 | «M.O.R.»                           | Джон Хардвик           |
| 1999 | «Tender»                           | Грант Ги               |
| 1999 | «Coffee & TV»                      | Hammer & Tongs         |
| 1999 | «No Distance Left to Run»          | Томас Винтерберг       |
| 2000 | «Music Is My Radar»                | Дональд Кэмерон        |
| 2002 | «Don’t Bomb When You’re the Bomb»  | Томас Винтерберг       |
| 2003 | «Out of Time»                      | Джон Хардвик           |
| 2003 | «Crazy Beat» (version 1)           | Shynola                |
| 2003 | «Crazy Beat» (version 2)           | Джон Хардвик           |
| 2003 | «Good Song»                        | Shynola и Дэвид Шригли |
| 2010 | «Fool’s Day»                       | Pulse Films            |
| 2012 | «Under the Westway»                | Pulse Films            |
| 2012 | «The Puritan»                      | Pulse Films            |

## Видео
| Год  | Название                | Формат                 | Примечание                             |
| ---- | ----------------------- | ---------------------- | -------------------------------------- |
| 1993 | Starshaped              | VHS (1993), DVD (2004) | Документальный фильм о туре            |
| 1995 | Showtime                | VHS (1995)             | Живое выступление                      |
| 1999 | No Distance Left to Run | DVD (1999)             | Документальный фильм о записи песни    |
| 2000 | Blur: The Best of       | VHS, DVD (2000)        | Сборник промовидео                     |
| 2003 | «Out of Time»           | DVD (2003)             | DVD-сингл                              |
| 2003 | «Crazy Beat»            | DVD (2003)             | DVD-сингл                              |
| 2003 | «Good Song»             | DVD (2003)             | DVD-сингл                              |
| 2009 | No Distance Left to Run | DVD (2010)             | Документальный фильм/Живое выступление |